# Nucet (okręg Sybin)
Nucet – wieś w Rumunii, w okręgu Sybin, w gminie Roșia. W 2011 roku liczyła 47 mieszkańców.